# Fusobacterium nucleatum
Fusobacterium nucleatum ist eine Spezies (Art) Gram-negativer, anaerober Bakterien, die in der menschlichen Mundhöhle (d. h. oral) vorkommen und eine Rolle bei Parodontalerkrankungen spielen.
Diese Bakterienart wird häufig aus verschiedenen mikrobiellen monokulturellen und gemischten Infektionen bei Menschen und Tieren gefunden.
Aufgrund seiner Häufigkeit und seiner Fähigkeit, mit anderen Bakterienarten in der Mundhöhle zu ko-aggregieren ist es sowohl bei Gesunden als auch im Krankheitsfall ein wichtiger Bestandteil der parodontalen Plaque (Zahnbelag).

## Frühgeburten
Die Forschung hat eine Verbindung von durch F. nucleatum verursachter Parodontalerkrankung und Frühgeburten beim Menschen aufgezeigt.
In etlichen Studien wurden Zellen von F. nucleatum aus dem Fruchtwasser, der Plazenta und der Chorion-Amnion-Membran von Frauen isoliert, die vorzeitig entbunden hatten.
Darüber hinaus wurde festgestellt, dass trächtige Labormäuse, die mit F. nucleatum direkt ins Blut (intravenös) geimpft wurden, vorzeitig entbinden; und die Pathologie der Infektion scheint die Beobachtungen beim Menschen widerzuspiegeln.
Zusammengenommen liefern diese Forschungen Hinweise für einen kausalen Zusammenhang zwischen Parodontalerkrankungen durch F. nucleatum
und zumindest einigen Fällen von Frühgeburten.
F. nucleatum kann auch aus der Scheidenflora isoliert werden, insbesondere bei Frauen mit bakterieller Vaginose.
Sowohl die reine Besiedlung der Vagina mit F. nucleatum als auch (erst recht) die bakterielle Vaginose wurden mit Frühgeburten und (weiteren) Infektionen in der Gebärmutter (Uterus) in Verbindung gebracht.
Durch Infektion mit F. nucleatum verursachte Frühgeburten könnten daher durch eine invasive Infektion des Gebärmuttergewebes entstehen, die von der mit diesem Bakterium besiedelten Vagina ausgeht (Stand Januar 2021).

## Dickdarmkrebs
F. nucleatum wird nachweislich auch mit Darmkrebs (kolorektales Karzinom) in Verbindung gebracht.
Fusobacterium-Spezies wurden in bestimmten Arten von Dickdarmtumoren in größeren Mengen gefunden als im umgebenden Dickdarmgewebe oder im Dickdarm gesunder Personen. Dafür scheint eine einzelne Klade verantwortlich zu sein.
Es ist aber noch unklar, ob es sich dabei nur um eine (indirekte) Korrelation oder einen tatsächlichen kausalen Zusammenhang handelt. 
In diesem Zusammenhang wurde ein spezieller Mechanismus beschrieben, durch den sich F. nucleatum ein entzündungsförderndes Milieu schafft. Dieses begünstigt das Tumorwachstum durch die Rekrutierung von in den Tumor eindringenden Immunzellen (Lymphozyten).
Im Gegensatz zu anderen Bakterien, die mit Darmkrebs in Verbindung gebracht werden, verschlimmert F. nucleatum jedoch keine anderen pathologischen Prozesse wie Kolitis, Enteritis und die entzündungsbedingte Entstehung von Darmkrebs.
Dies deutet auf eine direkte und spezifische Karzinogenese hin.
F. nucleatum kann über ein äußeres Membranprotein namens FadA an E-Cadherine des Wirtsgewebes binden.
Darüber hinaus ermöglicht ein an der Zelloberfläche befindliches Lektin namens Fap2 das Anheften von F. nucleatum an Darmkrebszellen, wenn diese Anteile der Disaccharide Gal/GalNAc auf ihrer Oberfläche aufweisen. Es hat sich zudem gezeigt, dass die Bindung über Fap2 die Produktion von Zytokinen hochreguliert, die ihrerseits offenbar die Metastasierungsrate erhöhen.

## Kopf- und Halskrebs
Im Juli 2024 veröffentlichten Anjali Chander, Miguel Reis Ferreira et al. eine Studie, nach der Fusobakterien umgekehrt durch Zerstörung der Tumorzellen bei Kopf- und Halskrebs (Plattenepithelkarzinom, englisch [oral] squamous-cell carcinoma, OSCC; Head and neck squamous-cell carcinoma, HNSCC) einen günstigen Einfluss haben können. Eine solche Wirkung wurde für F. nucleatum (Fnuc) und F. periodonticum (Fper) gefunden. Für Mundbakterien der Gattung Prevotella (P. oralis) konnte eine solche Wirkung dagegen offenbar nicht bestätigt werden.

## Etymologie
Der Gattungsname Fusobacterium leitet sich ab von lateinisch fusus ‚Spindel‘ und neulateinisch bacterium ‚Stäbchen‘; Fusobacterium bedeutet also ein Stäbchen mit spindelförmiger Verdickung. Das Art-Epitheton nucleatum hat ebenfalls lateinischen Ursprung und bedeutet ‚einen Kern oder Stein habend‘, im Sinne von ‚kernhaltig‘, was ebenfalls auf die spindelförmige Verdickung hinweist.

## Systematik
Die hier angegebene Systematik dieser Art und ihrer Stämme basiert auf folgenden Quellen (Stand 1. September 2023):
- L – List of Prokaryotic names with Standing in Nomenclature (LPSN)[11]
- N – National Center for Biotechnology Information Taxonomy Browser (NCBI)[12]
- G – Genome Taxonomy Database (GTDB)[13]

Die taxonomische Klassifizierung ist nach der LPSN (als autoritative Instanz) in Übereinstimmung mit den beiden anderen Quellen wie folgt:
Fusobacterium nucleatum ist Typusart der Gattung Fusobacterium, diese ist Typusgattung der Familie Fusobacteriaceae und der Ordnung Fusobacteriales. Die Ordnung ist monotypisch in der Klasse Fusobacteriia, diese wiederum im Phylum Fusobacteriota. (L,N,G)
In der GTDB sind jedoch einer Reihe von Stämmen, die in der NCBI-Taxonomie dieser Art zugeordnet werden entweder in andere, teilweise neu (d. h. abgespaltene) Arten der Gattung zugeordnet, in einem Fall sogar einer anderen Gattung:
Spezies: Fusobacterium nucleatum Knorr 1922 (N)
- Schreibvariante: Fusibacterium nucleatum (N)
- Homotypische Synonyme:
  - „Bacillus fusiformis“ Veillon & Zuber 1898 (N)
  - „Fusiformis nucleatus“ (Knorr 1922) Bergey et al. 1930
- Heterotypische Synonyme:
  - Fusobacterium fusiforme (N)
  - Fusobacterium plauti-vincenti (N)
  - „Corynebacterium fusiforme“ (Veillon & Zuber 1898) Lehmann & Neumann 1907 (N)
  - „Fusiformis fusiformis“ (Veillon & Zuber 1898) Topley & Wilson 1936 (N)
  - Subspezies: Fusobacterium nucleatum subsp. nucleatum (Knorr 1922) Dzink et al. 1990 (N)
    - Schreibvariante: Fusibacterium nucleatum subsp. nucleatum (N)
    - Referenzstamm: ATCC 25586 (L,N,G) alias CCUG 32989 (L,N), CCUG 33059 (L,N), CIP 101130 (L,N), DSM 15643 (L,N), JCM 8532 (L,N) oder BCCM/LMG 13131 (L,N)[14]
    - weitere Stämme der Subspezies: ChDC F316 (N; G:[A. 1]), ATCC 23726 (N) bzw. zwei verschiedene Stämme ATCC 23726 (BCM) und ATCC 23726 (Virginia Tech) (G[A. 1])

  - weitere Stämme ohne Zuordnung zu einer Subspezies: 25586 (G), ChDC F311 (G), ChDC F317 (G), CTI-2 (G,N), E9_12 (N; nicht bei G), Fn10-CTX3 (G), KCOM 1250 (G), KCOM 1322 (G), MGYG-HGUT-01459 (G), SRR9217441-mag-bin.4 (G), W7671 (G)

Stämme die in der NCBI-Taxonomie diesen Spezies, in der GTDB anderen zugeordnet wurden (Aufspaltungen und Verschiebungen):
- zu Fusobacterium nucleatum_D (G: abgetrennt)
  - Referenzstamm: KCOM 1232 alias ChDC F37 (N,G)
- zu Fusobacterium nucleatum_E (G: abgetrennt)
  - Referenzstamm: W1481 (N,G)
  - weitere Stämme: 1001295B_180824_G3, Marseille-Q7035 (G)
- zu Fusobacterium nucleatum_J (G: abgetrennt)
  - Referenzstamm: 13-08-02 (G)
  - weitere Stämme: SRR9217490-mag-bin.11 (G)
- zu Fusobacterium animalis (G)
  - CTI-1, CTI-3, CTI-5, YWH7053, YWH7054, YWH7055, YWH7056, YWH7199 (N,G)
- zu Fusobacterium polymorphum (G)
  - 13_3C, CTI-6 (N,G)
- zu Fusobacterium vincentii (G)
  - CTI-7 (N,G)
- zu Listeria welshimeri (G: andere Gattung!)
  - CC53 (N,G)

Eine weitere Art der Gattung Fusobacterium von Bedeutung ist Fusobacterium necrophorum.